# Wolf 359

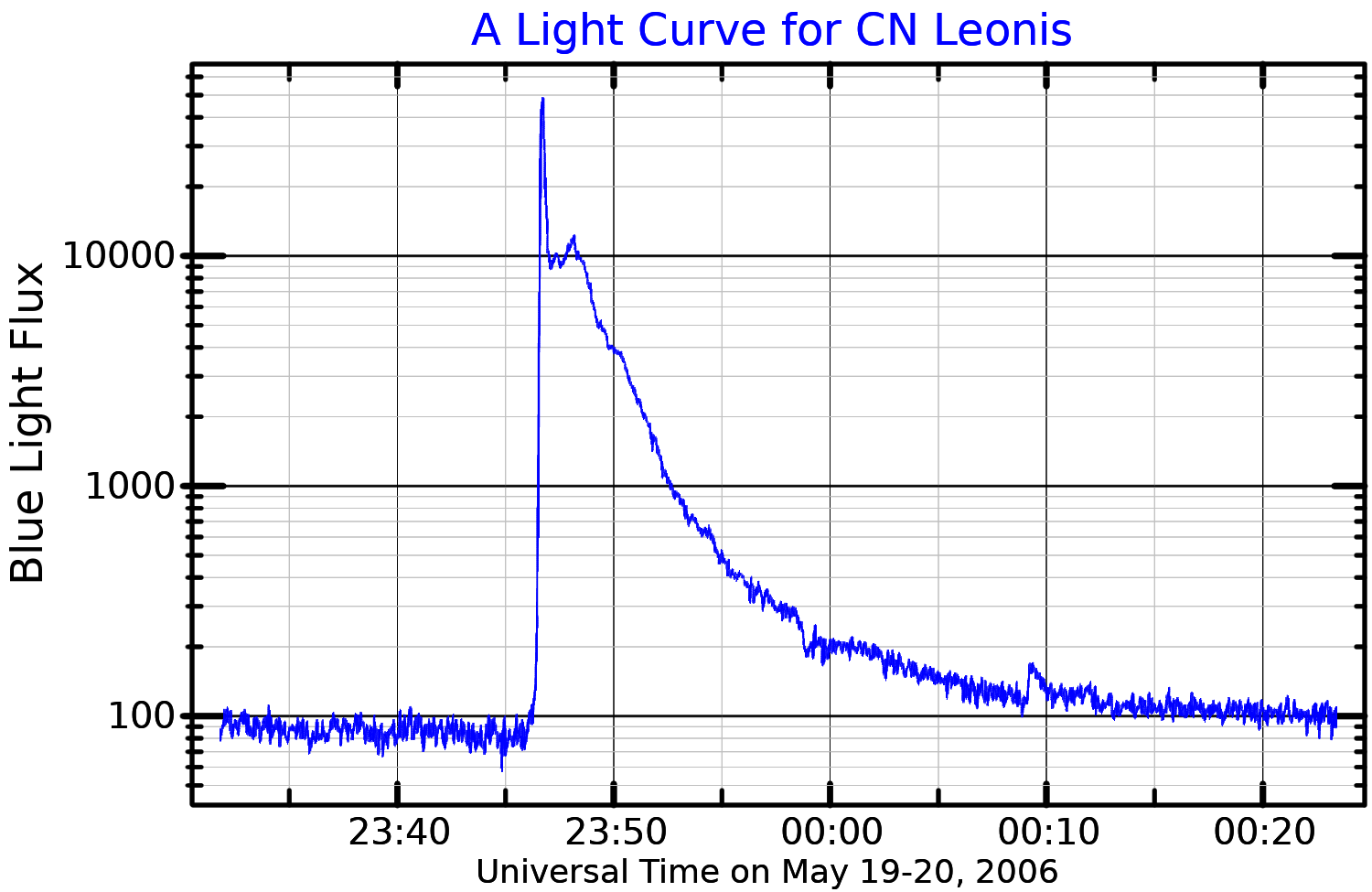
Lichtkromme van een flare van Wolf 359

Wolf 359 is een rode dwerg met spectraalklasse M6V in het sterrenbeeld  Leeuw. Met een afstand van 7,86 lichtjaar is Wolf 359 op het Alpha Centauri-stelsel en de Ster van Barnard na de dichtstbijzijnde ster tot de zon en de intrinsiek zwakste ster in de buurt van de zon (afgezien van de bruine dwergen Luhman 16 en WISE 0855-0714). Ondanks de kleine afstand is de ster veel te zwak (schijnbare magnitude 13,5) om met het blote oog gezien te kunnen worden. De ster is zo klein en zwak dat als hij in het zonnestelsel op de plek van de zon zou staan een telescoop nodig zou zijn om goed te kunnen zien dat deze ster een schijfje is. Ook zou het daglicht niet meer bedragen dan tien keer het licht van de volle maan. Net als vele andere rode dwergen is Wolf 359 een vlamster wat wil zeggen dat de helderheid tijdelijk enorm kan toenemen.
Een hypothetische planeet die rond deze ster draait zou zich op een afstand van 0,0042 AU moeten bevinden om genoeg energie te ontvangen voor leven. Door deze afstand zou de planeet net als onze maan in een synchrone rotatie zijn waardoor één kant permanent naar de ster gekeerd is. Tijdens een flare zou er zoveel röntgenstraling vrijkomen dat dit een eventuele planeet zou steriliseren. Tot dusver zijn er echter geen aanwijzingen gevonden dat er planeten bij Wolf 359 aanwezig zijn.
Deze ster werd fotografisch ontdekt door Maximilian Franz Joseph Cornelius Wolf in 1918 en opgenomen als nummer 359 in zijn stercatalogus van sterren met grote eigenbeweging.

## Sciencefiction
- In de sciencefictionserie Star Trek: The Next Generation werd een ruimteslag tegen de Borg gevochten (en verloren) in de buurt van Wolf 359.
- De sciencefictionpodcast Wolf 359[3] speelt zich rond deze ster af.